# Litteris et Artibus

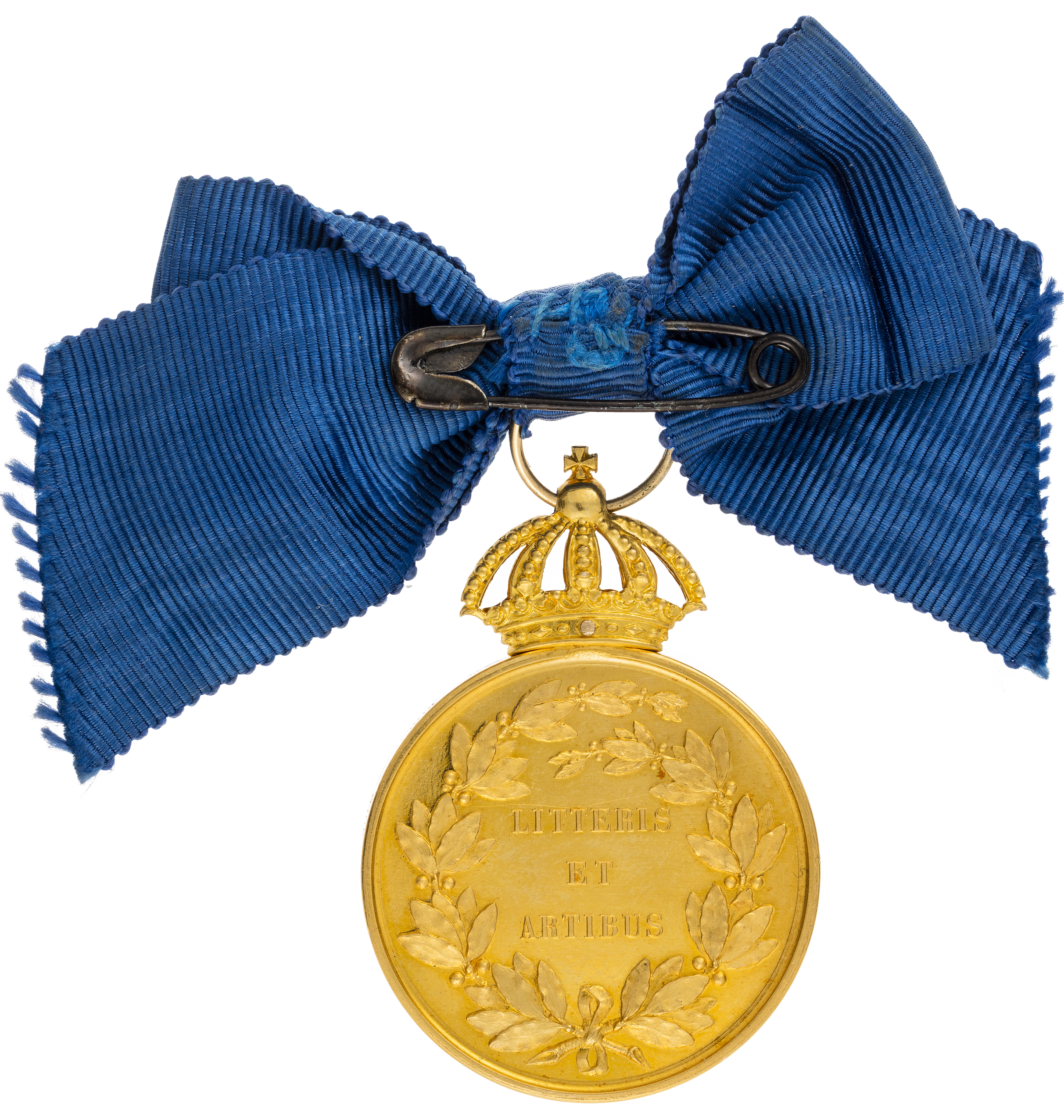
Rubová strana vyznamenání

Litteris et Artibus je švédská královská medaile. Vyznamenání zřídil v roce 1853 Karel XV., který v té době byl korunním princem (vládl v letech 1859–1872). Vyznamenání je udělováno lidem, kteří se významně zasloužili o rozvoje kultury, především hudby, dramatického umění a literatury. Na lícové straně medaile je vždy portrét právě vládnoucího švédského panovníka, zatímco rubová strana obsahuje latinský nápis „Litteris et artibus“ („literatuře a umění“).
Mezi vyznamenané patří např. režiséři a režisérky Bo Widerberg, Jan Troell nebo Pernilla Augustová, herečky a herci Greta Garbo, Bibi Anderssonová, Mona Malmová, Ingvar Hirdwall nebo Sven Wollter, zpěvák a skladatel Björn Ulvaeus ze skupiny ABBA nebo zpěvačka Marie Fredrikssonová ze skupiny Roxette, spisovatelka Astrid Lindgrenová, spisovatel Henning Mankell a mnoho dalších významných osobností švédského uměleckého a kulturního života.

## Vybraní držitelé vyznamenání
- 2025 – Birgitta Anderssonová, Klas Östergren, Kjell Bergqvist, Lasse Hallström, Rebecka Hemseová, Arja Saijonmaa
- 2024 – Malin Bergová, Eva Dahlgrenová, Lasse Holm, Johan Holmberg, Lennart Jähkel, Georg Wadenius, Nina Zanjaniová
- 2023 – Ludwig Göransson, Efva Liljaová, Veronica Maggiová, Shanti Roney, Thomas Hanzon, Ola Salo, Janne Schaffer
- 2022 – Leif Andrée, Ulla Skoogová, Michael Weinius, Tommy Körberg, Patrik Ringborg, Cajsa Stina Åkerströmová
- 2021 – Alexander Ekman, Pia Johanssonová, Daniel Johansson, Lena Philipssonová, Magnus Uggla, Jill Johnsonová, Peter Jöback
- 2020 – Lisa Larssonová, Gunilla Röörová, Per Gudmundson, Sissela Kyleová, Johan Ulveson
- 2019 – Gunilla Bergströmová, Peter Andersson, Katarina Ewerlöfová
- 2018 – Rolf Martinsson, Dan-Olof Stenlund, Iréne Theorinová, Helen Sjöholmová, Per Åhlin
- 2017 – Ann Hallenbergová, Elin Klingaová, Ola Larsmo, Lisa Nilssonová
- 2016 – Malin Byströmová, Anders Eljas, Nils Landgren, Lars Lerin, Magnus Lindgren
- 2015 – Rigmor Gustafsson, Livia Millhagenová, Ann Petrénová, Therese Brunnander
- 2014 – Tomas von Brömssen, Pers Anna Larssonová, Staffan Mårtensson, Ingela Olssonová
- 2013 – Åke Lundqvist, Per Nyström, Vibeke Olsson Falk, Kristina Törnqvist, Sven Wollter
- 2012 – Anders Paulsson, Martin Fröst, Wilhelm Carlsson, Lena Josefssonová, Charlotta Larssonová, Jan-Erik Wikström
- 2011 – Malena Ernmanová, Sten Ljunggren, Peter Mattei, Marie Richardsonová
- 2010 – Bodil Malmsten, Dan Ekborg, Malin Hartelius
- 2009 – Katinka Faragóová, Meg Westergren, Roy Andersson, Örjan Ramberg
- 2008 – Lars Norén, Carl-Göran Ekerwald, Gunnar Harding, Inga Landgréová, Malin Ek, Nina Stemmeová
- 2007 – Reine Brynolfsson, Carola Häggkvistová
- 2006 – Henning Mankell, Bobo Stenson, Inger Sandberg, Johan Rabaeus, Lars Gustafsson, Lasse Sandberg
- 2005 – Bertil Norström, Eva Ström, Gunnel Vallquist, Ingvar Hirdwall, Irene Lindh, Jan Troell, Per Tengstrand, Per Wästberg, Peter Jablonski, Putte Wickman
- 2004 – Birgitta Trotzig, Catarina Ligendza, Christian Lindberg, Hillevi Martinpelto, Katarina Dalayman, Knut Ahnlund, Lena Nyman, Lil Terselius
- 2003 – Marie Fredrikssonová, Eva Bergmanová, Håkan Hardenberger, Karin Rehnqvist, Kristina Lugn, Lars Amble
- 2002 – Staffan Göthe, Arne Domnérus, Loa Falkman, Jan Sandström, Lena Endre, Olle Adolphson, Pernilla Augustová, Roland Pöntinen, Sven-Bertil Taube, Torgny Lindgren
- 2001 – Anita Wallová, Dan Laurin, Kim Anderzonová, Majgull Axelssonová, Mats Ek, Staffan Göthe, Staffan Valdemar Holm
- 2000 – Björn Granath, Hans Gefors, Krister Henriksson, Maria Gripeová, Per Olov Enquist
- 1999 – Björn Ulvaeus, Agneta Pleijel, Anne Sofie von Otter, Lennart Hellsing, Marie Göranzonová, Olle Johansson, Stina Ekblad, Willy Kyrklund, Ylva Eggehorn
- 1998 – Kerstin Ekmanová, Georg Riedel, Gerda Anttiová, Margareta Ekströmová
- 1997 – Bo Widerberg, Göran Tunström, Kristina Adolphson, Sara Lidmanová
- 1996 – Esa-Pekka Salonen, P. C. Jersild, Per Anders Fogelström, Solveig Ternström
- 1995 – Daniel Börtz, Lennart Hjulström
- 1994 – Sven-David Sandström
- 1993 – Gösta Winbergh, Håkan Hagegård, Lars Forssell
- 1992 – Börje Ahlstedt, Harriet Andersson, Tomas Tranströmer
- 1991 – Lars Gunnar Bodin
- 1990 – Mona Malmová, Sven Delblanc, Ulf Johanson
- 1989 – Bibi Anderssonová
- 1988 – Per Myrberg
- 1987 – Nils Poppe
- 1986 – Bengt Hambraeus, Jan Malmsjö, Sif Ruud
- 1983 – Birgitta Valbergová, Ingvar Kjellson
- 1982 – Ernst-Hugo Järegård, Götz Friedrich
- 1981 – Tage Danielsson, Lars Johan Werle, Hans Alfredson
- 1980 – Erik Bruhn
- 1979 – Anders Ek, Gunn Wållgren
- 1978 – Povel Ramel, Gunnar de Frumerie, Dag Wirén
- 1977 – Birgit Cullberg, Alf Henrikson, Lars-Erik Larsson, Allan Pettersson
- 1976 – Margareta Hallin
- 1975 – Astrid Lindgrenová, Erik Saedén, Margaretha Krooková
- 1973 – Erland Josephson
- 1969 – Eric Ericson, Elisabeth Söderströmová
- 1968 – Nicolai Gedda
- 1960 – Birgit Nilssonová
- 1952 – Marian Andersonová[3]
- 1937 – Greta Garbo[4]
- 1926 – Carl Malmsten
- 1920 – Nanny Larsén-Todsenová, Wilhelm Kempff
- 1916 – Hugo Alfvén, Harriet Bosse, Carl Boberg
- 1874 – Béla Kéler
- 1871 – Henriette Nissen-Saloman
- 1857 – Karolina Bocková